# Episodi di Tutti odiano Chris (seconda stagione)
La seconda stagione della sit-com Tutti odiano Chris è andata in onda negli Stati Uniti dal 1º ottobre 2006 al 14 maggio 2007 sul canale The CW. In Italia è andata in onda dal 22 settembre 2007 al 1º dicembre 2007 su Comedy Central. In chiaro è andata in onda su Rai 2 dal 18 giugno 2008 al 15 luglio 2008 tutti i giorni feriali alle 17.15.
| nº | Titolo originale                    | Titolo italiano                               | Prima TV USA     | Prima TV Italia   |
| -- | ----------------------------------- | --------------------------------------------- | ---------------- | ----------------- |
| 1  | Everybody Hates Rejection           | Tutti odiano il due di picche                 | 1º ottobre 2006  | 22 settembre 2007 |
| 2  | Everybody Hates the Class President | Tutti odiano il rappresentante degli studenti | 8 ottobre 2006   | 22 settembre 2007 |
| 3  | Everybody Hates Elections           | Tutti odiano le elezioni                      | 16 ottobre 2006  | 29 settembre 2007 |
| 4  | Everybody Hates a Liar              | Tutti odiano un bugiardo                      | 23 ottobre 2006  | 29 settembre 2007 |
| 5  | Everybody Hates Malvo               | Tutti odiano Malvo                            | 30 ottobre 2006  | 6 ottobre 2007    |
| 6  | Everybody Hates the Buddy System    | Tutti odiano il Sistema Fratelli              | 6 novembre 2006  | 6 ottobre 2007    |
| 7  | Everybody Hates Promises            | Tutti odiano le promesse                      | 13 novembre 2006 | 13 ottobre 2007   |
| 8  | Everybody Hates Thanksgiving        | Tutti odiano il Giorno del Ringraziamento     | 20 novembre 2006 | 13 ottobre 2007   |
| 9  | Everybody Hates Superstition        | Tutti odiano la superstizione                 | 27 novembre 2006 | 20 ottobre 2007   |
| 10 | Everybody Hates Kris                | Tutti odiano Babbo Natale                     | 11 dicembre 2006 | 20 ottobre 2007   |
| 11 | Everybody Hates Eggs                | Tutti odiano le uova                          | 22 gennaio 2007  | 27 ottobre 2007   |
| 12 | Everybody Hates Hall Monitors       | Tutti odiano i supervisori                    | 29 gennaio 2007  | 27 ottobre 2007   |
| 13 | Everybody Hates Snow Day            | Tutti odiano la neve                          | 5 febbraio 2007  | 3 novembre 2007   |
| 14 | Everybody Hates the Substitute      | Tutti odiano il supplente                     | 12 febbraio 2007 | 3 novembre 2007   |
| 15 | Everybody Hates Cutting School      | Tutti odiano marinare la scuola               | 19 febbraio 2007 | 10 novembre 2007  |
| 16 | Everybody Hates Chain Snatching     | Tutti odiano le collanine                     | 26 febbraio 2007 | 10 novembre 2007  |
| 17 | Everybody Hates DJ's                | Tutti odiano i deejay                         | 19 marzo 2007    | 17 novembre 2007  |
| 18 | Everybody Hates Baseball            | Tutti odiano il baseball                      | 26 marzo 2007    | 17 novembre 2007  |
| 19 | Everybody hates Gambling            | Tutti odiano le scommesse                     | 23 aprile 2007   | 24 novembre 2007  |
| 20 | Everybody Hates Dirty Jokes         | Tutti odiano le barzellette spinte            | 30 aprile 2007   | 24 novembre 2007  |
| 21 | Everybody Hates Math                | Tutti odiano l'algebra                        | 7 maggio 2007    | 1º dicembre 2007  |
| 22 | Everybody Hates the Last Day        | Tutti odiano l'ultimo giorno di scuola        | 14 maggio 2007   | 1º dicembre 2007  |